# Loderesan
Loderesan is een bestuurslaag in het regentschap Tulungagung van de provincie Oost-Java, Indonesië. Loderesan telt 1889 inwoners (volkstelling 2010).